# Barnsteenkust

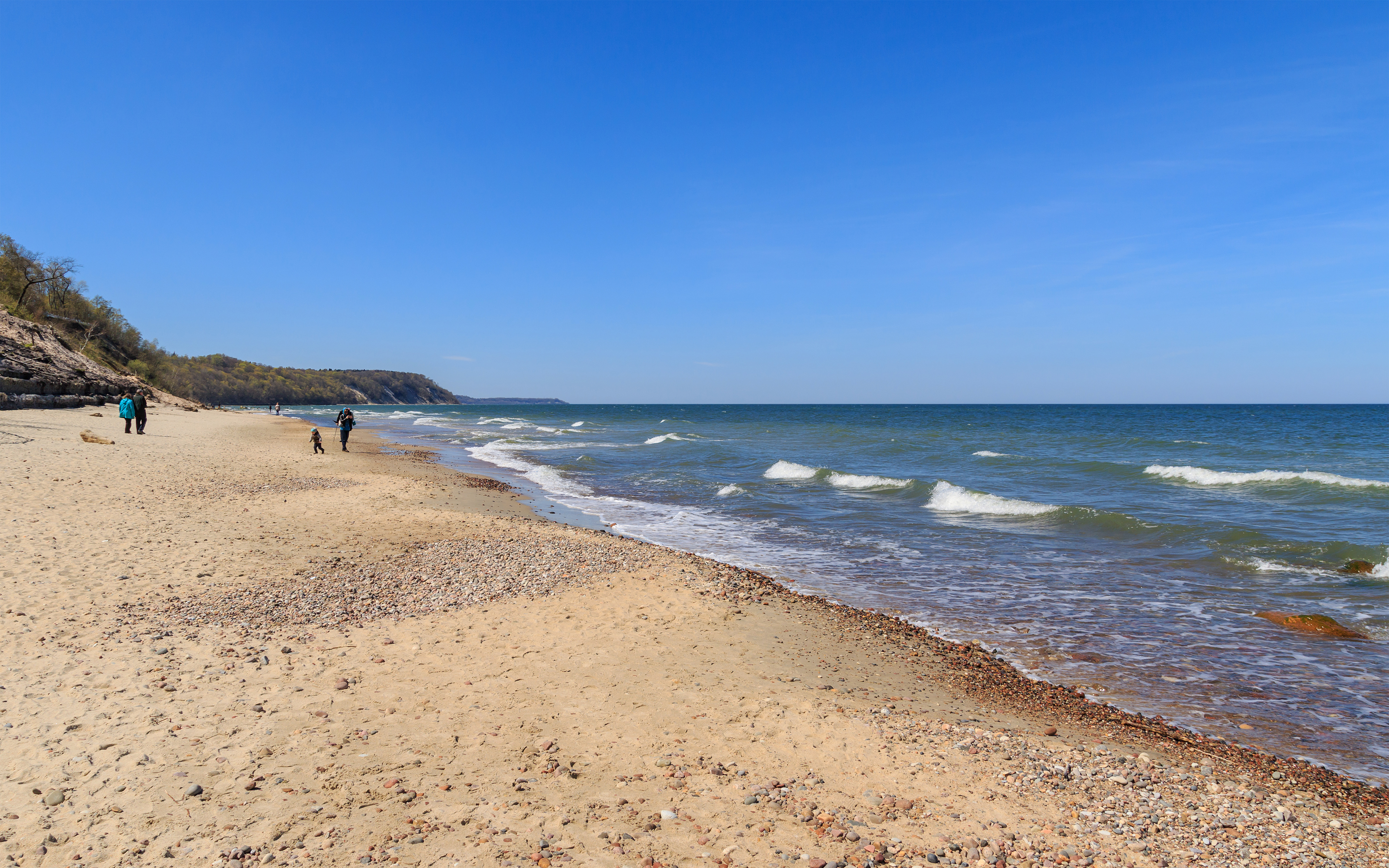
De Barnsteenkust

De Barnsteenkust is een kuststrook aan de Oostzee ten noordwesten van Kaliningrad (het voormalige Koningsbergen) in de oblast Kaliningrad waar zeer veel barnsteen voorkomt. Barnsteen wordt hier in dagbouw gewonnen. De regio is goed voor 90% van de wereldproductie.
De Costa de Ambar of "Costambar" ten westen van Puerto Plata in de Dominicaanse Republiek wordt ook wel barnsteenkust genoemd vanwege de vele mijnen waar barnsteen wordt gewonnen.